# Seo Chae-hyun
Pour les articles homonymes, voir Seo.
Dans ce nom coréen, le nom de famille, Seo, précède le nom personnel.
Seo Chae-hyun, née le 1er novembre 2003 à Séoul, est une grimpeuse sud-coréenne.

## Biographie
Elle remporte la Coupe du monde d'escalade de 2019 en difficulté. La même année, elle remporte aux Championnats d'Asie à Bogor la médaille d'or en difficulté et en bloc. Elle est qualifiée pour les Jeux olympiques de Tokyo.

## Palmarès

### Championnats du monde
- 2021 :  Médaille d’or en difficulté

### Coupe du monde
- 1re place au classement général de difficulté en 2019

### Championnats d'Asie
- 2019 à Bogor,  Indonésie
  -  Médaille d'or en difficulté
  -  Médaille d'or en bloc